# ماکی‌ماکی
ماکِیْ‌ماکِیْ (نماد: ) (به انگلیسی: Makemake) ‎i‎/ˌmɑːkeɪˈmɑːkeɪ/‎ یا ماکی‌ماکی ۱۳۶۴۷۲ یا ۲۰۰۵ اف‌وای۹ با نام پیشین و مستعار و غیررسمی ایستربانی (به انگلیسی: Easterbunny)، سومین سیارهٔ کوتولهٔ بزرگ منظومهٔ خورشیدی پس از اریس و پلوتو و پیش از هائومیا و سرس است و در طبقهٔ پلوتوئیدها، اجسام فرانپتونی و اجسام کمربند کویپر نیز جای دارد.
این سیارهٔ کوتوله نخستین بار در ۳۱ مارس ۲۰۰۵ و پیش از عید پاک توسط مایکل براون، چد تروهیو و دیوید رابینوویتز در رصدخانهٔ پالومار دیده‌شد و نام غیررسمی ایستربانی را به خود گرفت. در ۱۹ ژوئیهٔ ۲۰۰۸، به تصمیم اعضای اتحادیهٔ بین‌المللی اخترشناسی در کنواسیون نام‌گذاری اخترشناسی و گروه کاری نام‌گذاری سیستم سیاره‌ای، به صورت رسمی نام ماکی‌ماکی بر روی این سیارهٔ کوتوله نهاده‌شد. در اساطیر جزیرهٔ ایستر، ماکی‌ماکی خدای باروری و خدای آیین تانگاتا مانو (به معنای پرنده‌باز) است.
ماکی‌ماکی به‌طور میانگین ۶٫۸۵ میلیارد کیلومتر (۴٫۲۶ میلیارد مایل) از خورشید فاصله دارد و در فاصله‌ای دورتر از پلوتو نسبت به خورشید قرار دارد. اوج آن ۵۲٫۷۷ واحد نجومی و حضیض آن ۳۷٫۹۱ واحد نجومی است و یک بار گردش آن پیرامون خورشید ۳۱۰ سال طول می‌کشد و °۲۹٫۰۱ نسبت به دائرةالبروج تمایل دارد. ماکی‌ماکی ۷۷ درصد از نوری که توسط خورشید به آن تابیده می‌شود را منعکس می‌کند و دومین شیء درخشان کمربند کویپر پس از پلوتو است. قطر ماکی‌ماکی حدود ۱٬۴۳۰ کیلومتر است و اندازهٔ آن تقریباً دو سوم اندازهٔ پلوتو است. دورهٔ چرخش آن نیز ۷٫۷۷ ساعت و ۰٫۳۲۳۷۵ روز زمینی است.
سطح ماکی‌ماکی از نیتروژن، اتان و متان یخ‌زده ساخته شده است. به باور ناسا، نیتروژن یخ‌زده بر روی این سیارهٔ کوتوله وجود دارد، اما گروه پژوهشی خوزه لوئیس اورتیز مورنو بر این باور است که سطح ماکی‌ماکی فاقد نیتروژن است. این سیارهٔ کوتوله جو قابل توجهی ندارد و تلسکوپ فضایی اسپیتزر احتمال وجود متان در جو آن را تشخیص داده است.
ماکی ماکی یک قمر دارد که در سال ۲۰۱۶ با استفاده از تصاویر ارسالی از تلسکوپ هابل کشف شد. این قمر که MK2 نام دارد که قطر آن ۱۶۰ کیلومتر و با فاصله ۲۰ هزار کیلومتری از ماکی ماکی قرار دارد.

## کشف و نام

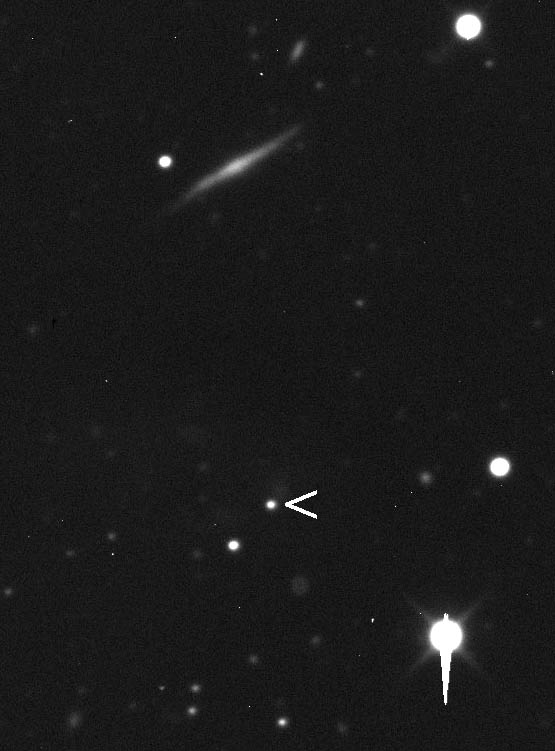
جسمی که با پیکان نشان داده شده است، ماکی‌ماکی است.

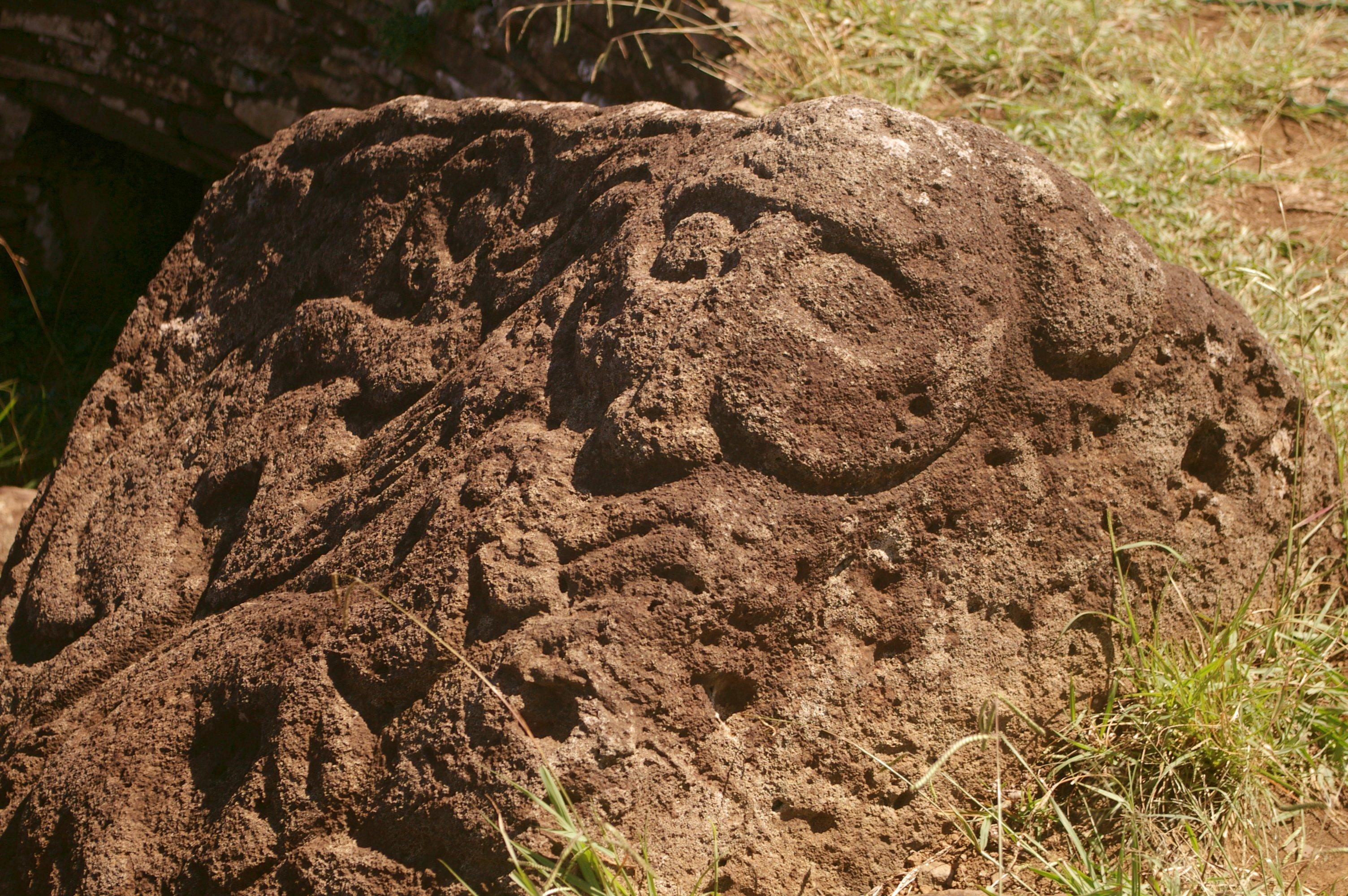
ماکی‌ماکی به همراه دو پیرو آیین پرنده‌باز، کنده‌کاری‌شده از تفالهٔ معدنی قرمز

ماکی‌ماکی نخستین بار در ۳۱ مارس ۲۰۰۵ و پیش از عید پاک توسط مایکل براون (از مؤسسهٔ فناوری کالیفرنیا)، چد تروهیو و دیوید رابینوویتز در رصدخانهٔ پالومار دیده‌شد و نام غیررسمی ایستربانی (Easterbunny) را به خود گرفت.
نام جایگزین ماکی‌ماکی، «۲۰۰۵ اف‌وای۹» و نام ریزسیاره‌ای آن «ماکی‌ماکی ۱۳۶۴۷۲» است. به مدت دو سال، این سیارهٔ کوتوله در محافل علمی با نام ۲۰۰۵ اف‌وای۹ شناخته می‌شد، در حالی که مایکل براون نام مستعار «ایستربانی» را بر آن نهاده بود.
در ۱۹ ژوئیهٔ ۲۰۰۸، اعضای کمیتهٔ اتحادیهٔ بین‌المللی اخترشناسی در کنواسیون نام‌گذاری اخترشناسی و گروه کاری نام‌گذاری سیستم سیاره‌ای تصمیم گرفتند که نام ماکی‌ماکی را بر روی این پلوتوئید جدید که پیش از آن با نام غیررسمی ایستربانی خوانده می‌شد، بگذارند.
در اساطیر جزیرهٔ ایستر، ماکی‌ماکی خدای باروری است. جزیرهٔ ایستر جزیره‌ای در شرق اقیانوس آرام و تابع شیلی و شرقی‌ترین مرز جزایر پلی‌نزی است و به خاطر داشتن مجسمه‌های سنگی غول‌پیکر، مشهور است. ماکی‌ماکی خدای آیین تانگاتا مانو (به معنای پرنده‌باز) بود و در شکل پرندگان دریایی که تجسم او بود، پرستش می‌شد و نماد مادی او مردی با سر پرنده بود.
مایکل براون دربارهٔ این نام‌گذاری گفته است:
ما اشیاء منظومهٔ خورشیدی را با دقت بسیار نام‌گذاری می‌کنیم. من ابتدا با اساطیر جزیرهٔ ایستر آشنا نبودم و مجبور بودم که به آن رجوع‌کنم و سرانجام ماکی‌ماکی، خدای ارشد، آفرینندهٔ بشریت و خدای باروری را یافتم.

## طبقه‌بندی
در دههٔ نخست سدهٔ ۲۱، اکتشافات بسیاری صورت گرفت و ستاره‌شناسان را به بررسی تعریف یک سیاره واداشت. بنابراین در ماه اوت سال ۲۰۰۶، در تعریف سیاره تجدید نظر شد. در این سال، اتحادیهٔ بین‌المللی اخترشناسی تعریف تازه‌ای از سیاره ارائه داد و طبق آن تعریف، سیاره جسم آسمانی است که ویژگی‌های زیر را داشته‌باشد:
- در مداری پیرامون ستاره‌ای بچرخد، اما خودش ماه نباشد.
- دارای جرم کافی و تقریباً کروی‌شکل باشد.
- اجرام آسمانی پیرامون مدار خود جاروب شده‌باشند (پیرامون مدار خود اجرام آسمانی بزرگی که گرانش غالب منطقه را در اختیار داشته‌باشند، وجود نداشته باشد).

پراکندگی اجسام فرانپتونی در فضا. اجسام آبی‌رنگ، اجسام کمربند کویپر هستند و ماکی‌ماکی در آن قرار دارد.

از سوی دیگر، عنوان تازه‌ای به نام سیارهٔ کوتوله به وجود آمد که به جسم آسمانی گفته می‌شود که دارای ویژگی‌های زیر باشد:
- در مداری پیرامون ستاره‌ای بچرخد، اما خودش ماه نباشد.
- دارای جرم کافی و تقریباً کروی‌شکل باشد.
- اجرام آسمانی پیرامون مدار خود جاروب نشده‌باشند (پیرامون مدار خود اجرام آسمانی بزرگی که گرانش غالب منطقه را در اختیار داشته‌باشند، وجود داشته باشند).

تنها تفاوت بین سیارات و سیارات کوتوله، مناطق پیرامون آن‌هاست. اجرام آسمانی دیگری پیرامون سیارات کوتوله وجود دارند، اما پیرامون سیارات وجود ندارند. سرانجام در سال ۲۰۰۸، اتحادیهٔ بین‌المللی اخترشناسی پنج سیارهٔ کوتولهٔ سرس، پلوتو، هائومیا، ماکی‌ماکی و اریس را به رسمیت شناخت.
در ماه ژوئن سال ۲۰۰۸، اتحادیهٔ بین‌المللی اخترشناسی عنوان تازه‌ای به نام پلوتوئید به وجود آورد و آن را این‌گونه تعریف کرد: «پلوتوئیدها سیارات کوتوله‌ای هستند که نسبت به نپتون فاصلهٔ بیشتری با خورشید دارند و بزرگ‌ترین اجرام کمربند کویپر هستند.» این اجسام فرانپتونی یا کوتوله‌های یخی هستند و انتظار می‌رود با پیشرفت علم تعداد بیشتری از آن‌ها کشف و نامگذاری شوند. پلوتو، هائومیا، ماکی‌ماکی و اریس همگی پلوتوئید هستند. اما سرس پلوتوئید نیست، چون پلوتوئیدها در مداری فراتر از نپتون می‌گردند.

## مدار

مدار ماکی‌ماکی
مدار هائومیا
مدار پلوتو
دائرةالبروجQ: اوج q: حضیض

مدار ماکی‌ماکی در فاصله‌ای دورتر از پلوتو نسبت به خورشید قرار دارد. میانگین این فاصله ۶٫۸۵ میلیارد کیلومتر (۴٫۲۶ میلیارد مایل) است. ۳۱۰ سال طول می‌کشد تا ماکی‌ماکی یک بار پیرامون خورشید بگردد. این سیارهٔ کوتوله °۲۹٫۰۱ نسبت به دائرةالبروج انحراف دارد.
مسافتی که این سیارهٔ کوتوله برای یک بار گردش پیرامون خورشید می‌پیماید، ۱۰۱۰×۴٫۲۳۳ کیلومتر است. اوج ماکی‌ماکی ۱۰۹×۷٫۸۹۴۷۶ کیلومتر (۵۲٫۷۷ واحد نجومی) و حضیض آن ۱۰۹×۵٫۶۷۱۹۳ کیلومتر (۳۷٫۹۱ واحد نجومی) است. سرعت متوسط این سیارهٔ کوتوله در مدار خود ۱۵٬۸۱۶ کیلومتر بر ساعت است و خروج از مرکز مداری آن ۰٫۱۶۳۸۴۴۹۶۴ و طول روز آن ۰٫۹۳۷ روز زمینی و ۲۲٫۴۸ ساعت است. در سال ۲۰۳۳، ماکی‌ماکی به حالت اوج خود خواهد رسید.

### کمربند کویپر
کمربند کویپر ناحیه‌ای از منظومه خورشیدی و فراسوی سیارات است که از مدار نپتون، فاصله ۳۰ واحد نجومی از خورشید، شروع شده و تا فاصله حدود ۵۰ واحد نجومی از خورشید ادامه دارد. کمربند کویپر شبیه کمربند سیارک‌ها، اما ۲۰ بار عریضتر و ۲۰ تا ۲۰۰ بار بزرگتر از آن است. و مثل کمربند سیارک‌ها به‌طور عمده از اجرام کوچک و باقی‌مانده‌های تشکیل منظومه خورشیدی شکل گرفته است. برخلاف سیارک‌ها که بیشتر از سنگ و فلز هستند، بیشتر اجرام کمربند کویپر از مواد یخ‌زدهٔ فراری مثل متان، آمونیاک و آب تشکیل شده‌اند. سه سیارهٔ کوتولهٔ که به‌طور رسمی مورد تأیید قرار گرفته‌اند یعنی :پلوتو، هائومیا، و ماکی‌ماکی در کمربند کویپر قرار دارند. ماکی‌ماکی دو سوم پلوتو قطر دارد و کمی دورتر از آن در مدارش به دور خورشید می‌گردد. 

## روشنایی، اندازه و چرخش
| جسم      | سپیدایی       | قطر (کیلومتر) | دورهٔ چرخش (روز) |
| -------- | ------------- | ------------- | --------------- |
| ماکی‌ماکی | ۰٫۷۷          | ۱٬۴۳۰         | ۰٫۳۲۴           |
| سرس      | ۰٫۰۹ (±۰٫۰۰۳) | ۹۴۲٫۴         | ۰٫۳۷۸           |
| پلوتو    | ۰٫۷–۰٫۵       | ۲٬۳۹۰         | ۶٫۳۸۷۲-         |
| هائومیا  | بیش از ۰٫۶    | ۵۰۰×۷۵۰×۹۸۰   | ۰٫۱۶۳           |
| اریس     | ۰٫۸۶ (±۰٫۰۷)  | ۲٬۴۰۰         | ۱٫۰۷۹           |
| زمین     | ۰٫۳۶۷         | ۱۲٬۷۴۲        | ۱               |
| ماه      | ۰٫۱۲          | ۱٬۷۳۱٫۱       | ۲۷٫۳۲۲          |
| خورشید   | ندارد         | ۱٬۳۹۲٬۰۰۰     | ۲۵٫۳۸           |

ماکی‌ماکی پس از پلوتو دومین شیء درخشان کمربند کویپر است و تنها کمی کم‌نور تر از پلوتو است و می‌توان آن را با استفاده از یک تلسکوپ آماتور (غیر حرفه‌ای) مشاهده کرد. البته چون اریس فاصلهٔ بیشتری نسبت به ماکی‌ماکی به خورشید دارد، درخشندگی ظاهری پلوتو و ماکی‌ماکی از آن بیشتر است. پژوهشگران تشخیص داده‌اند که ماکی‌ماکی ۷۷ درصد از نوری که توسط خورشید به آن تابیده می‌شود را منعکس می‌کند.

بزرگ‌ترین اجسام فرانپتونی

ماکی‌ماکی یکی از بزرگ‌ترین اجسام بخش بیرونی منظومهٔ خورشیدی است که تاکنون کشف شده است اندازهٔ آن تقریباً دو سوم اندازهٔ پلوتو است. ماکی‌ماکی پس از اریس و پلوتو، سومین سیارهٔ کوتولهٔ بزرگ منظومهٔ خورشیدی است و هم‌چنین هائومیا و سرس در رتبه‌های چهارم و پنجم قرار دارند. اندازهٔ دقیق ماکی‌ماکی نامشخص است، اما از داده‌های تلسکوپ فضایی اسپیتزر و شباهت‌های طیفی آن با پلوتو، ستاره‌شناسان برآورد کرده‌اند که قطر ماکی‌ماکی حدود ۱٬۵۰۰ کیلومتر است.  و دو سوم پلوتو است.
اخیراً، گذر ستاره از جلوی ماکی‌ماکی فرصت فوق‌العاده‌ای برای اندازه‌گیری اندازه و شکل به‌وجود آورد. اندازه‌گیری‌های حاصل از گذر این ستاره نشان می‌دهد که قطر استوایی ماکی‌ماکی ۱۴±۱۴۳۴ کیلومتر و قطر قطبی آن ۱۴±۱۴۲۲ است.
دورهٔ چرخش ماکی‌ماکی ۷٫۷۷ ساعت است که این عدد با استفاده از نورسنجی به دست آمده است. اندازه‌گیری دیگری نیز دورهٔ چرخش ماکی‌ماکی را ۱۱٫۴۱ ساعت شناسایی کرده است، اما همان ۷٫۷۷ ساعت درست است. 

## سطح و جو

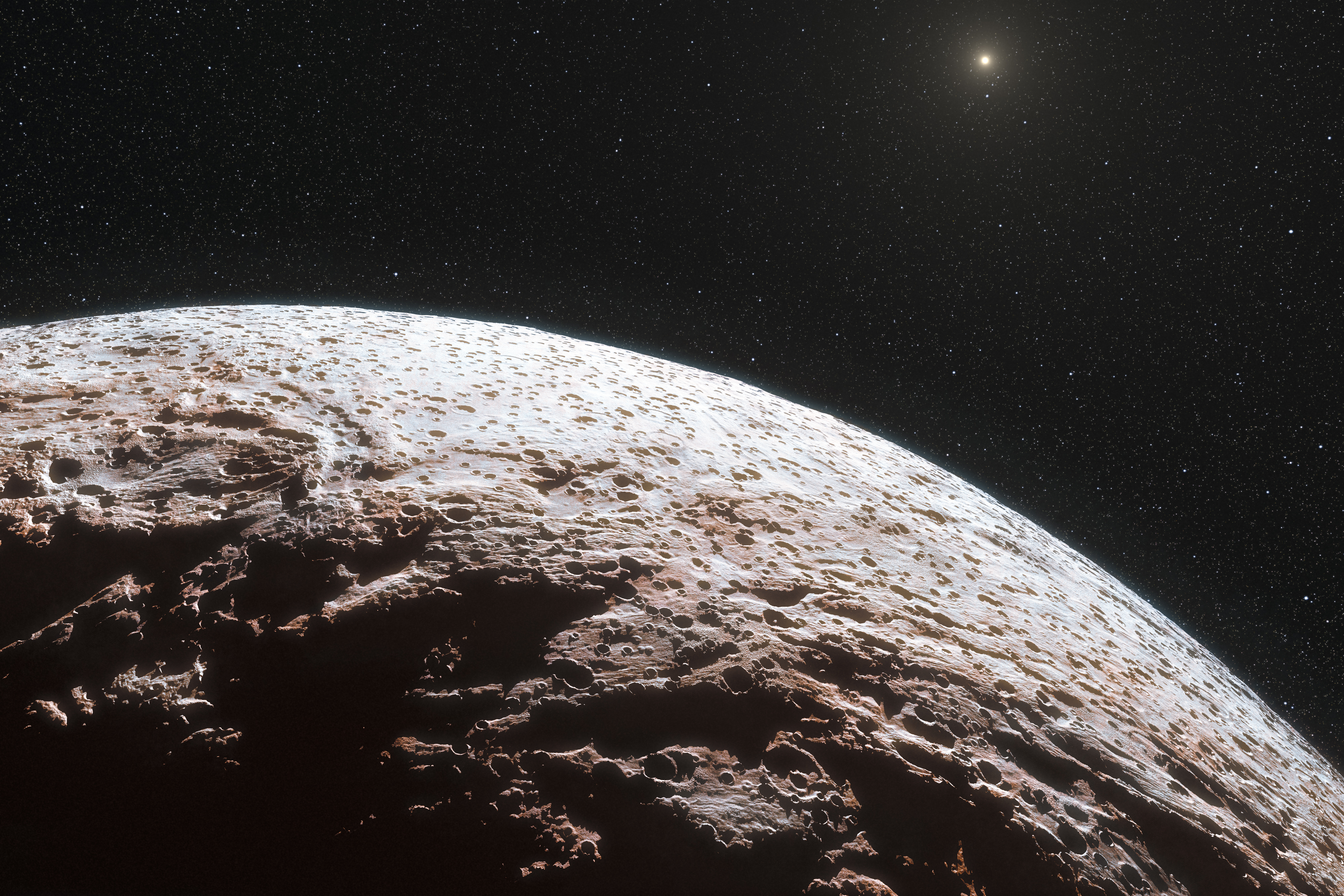
برداشتی هنرمندانه از ماکی‌ماکی

دمای سطحی ماکی‌ماکی حدود °۲۴۰- سانتی‌گراد است گرانش سطحی این سیارهٔ کوتوله حدود ۰/۵ متر بر مجذور ثانیه (m/s۲) و چگالی آن حدود ۲ گرم بر سانتی‌متر مکعب (g/cm۳) است.
تلسکوپ فضایی اسپیتزر با قابلیت‌های فروسرخ، ماکی‌ماکی را مورد مطالعه قرار داد و نشان داد که احتمالاً متان در جو این سیارهٔ کوتوله وجود دارد. در این شرایط، هنگامی که یخ متان حرارت داده شود، به گاز تبدیل می‌شود. اما از آن‌جا که اکنون ماکی‌ماکی تقریباً در دورترین فاصلهٔ خود از خورشید قرار دارد، به باور اورتیز هنوز سطح این سیارهٔ کوتوله یخ‌زده است. حتی اگر متان تبدیل به گاز شود، تنها ۱۰ درصد از ماکی‌ماکی را پوشش می‌دهد.
مدارکی وجود دارد که نشان می‌دهد نیتروژن یخ‌زده بر روی سطح ماکی‌ماکی وجود دارد. هم‌چنین اتان و متان یخ‌زده بر روی سطح این سیارهٔ کوتوله شناسایی شده است. هم‌چنین مولکول‌های تولین که حاصل تعامل پرتوهای فرابنفش خورشید با موادی مانند اتان و متان است، بر روی سطح ماکی‌ماکی یافت شده است. تولین‌ها منجر به ایجاد رنگ قهوه‌ای مایل به قرمز می‌شوند و در مشاهدات دیده می‌شود که یک رنگ مایل به قهوه‌ای را به این سیارهٔ کوتوله داده‌اند.
ماکی‌ماکی دارای دو قطب صاف و مسطح است و عمدتاً با یخ‌های بسیار سفید متان پوشیده شده است. هم‌چنین مدارکی نشان می‌دهد که در برخی نقاط ماکی‌ماکی، مواد آلی وجود دارد. این مواد آلی معمولاً بسیار قرمز رنگ است و درصد کمی از سطح این سیارهٔ کوتوله را پوشانده است. به باور ناسا، نیتروژن یخ‌زده بر روی سطح ماکی‌ماکی وجود دارد، اما گروه پژوهشی خوزه لوئیس اورتیز مورنو بر این باور است که سطح این سیارهٔ کوتوله فاقد نیتروژن است و بنابراین گازی وجود ندارد که خورشید به آن حرارت دهد و آن را به گازی در جو ماکی‌ماکی تبدیل کند. اورتیز می‌گوید: «ماکی‌ماکی جرم کمتر و میدان گرانشی ضعیف‌تری نسبت به پلوتو دارد. معنای این چنین است که طی میلیون‌ها سال، نیتروژن قادر به چسبیدن به این سیارهٔ کوتوله نبوده است.»
در آوریل ۲۰۱۱، ماکی‌ماکی میانگین زمین و ستاره‌ای بسیار دوردست قرار گرفت و از آن‌جا گذشت و ستاره‌شناسان با استفاده هفت تلسکوپ به مطالعه و بررسی دربارهٔ چگونگی تغییر نور ستاره پرداختند. خوزه اورتیز در این باره می‌گوید: «ماکی‌ماکی از مقابل ستاره گذشت و به جای این‌که محوشدن و روشن شدن ستاره به تدریج صورت گیرد، ستاره ناپدید و دوباره به‌طور ناگهانی پدیدار شد. معنای این چنین است که ماکی‌ماکی جو قابل توجهی ندارد.»

## سامانه قمری
ماکی‌ماکی در سامانه قمری خود یک قمر شناخته شده دارد که در سال‌های ۲۰۱۵ و ۲۰۱۶ کشف شده است. قطر این قمر احتمالاً کمتر از ۲۰۰ کیلومتر است.